# Страшный суд (Микеланджело)
«Страшный суд» (итал. Giudizio universale, букв. «Последний суд» или «Последний приговор») — фреска Микеланджело на алтарной стене Сикстинской капеллы в Ватикане. Художник работал над фреской четыре года — с 1537 по 1541. Микеланджело вернулся в Сикстинскую капеллу двадцать пять лет спустя после того, как завершил роспись её потолка. Масштабная фреска занимает всю стену позади алтаря Сикстинской капеллы. Темой её стало второе пришествие Христа и апокалипсис. 
«Страшный суд» считается произведением, завершившим в искусстве эпоху Возрождения, которой сам Микеланджело отдал дань в росписи потолка и сводов Сикстинской капеллы, и открывшим новый период разочарования в философии антропоцентрического гуманизма.

## История создания

### Климент VII
В 1533 году Микеланджело работал во Флоренции над различными проектами в Сан Лоренцо для папы Климента VII. 22 сентября этого года художник отправился в Сан-Миниато, чтобы встретить папу. Возможно, именно тогда папа римский высказал желание, чтобы Микеланджело расписал стену за алтарём Сикстинской капеллы на тему «Страшного суда». Таким образом было бы достигнуто тематическое завершение циклов росписей на сюжеты из Ветхого и Нового заветов, украшавших капеллу.
Вероятно, папа хотел, чтобы его имя встало в ряд с именами его предшественников: Сикста IV, по заказу которого флорентийскими художниками в 1480-х годах были созданы циклы фресок на сюжеты из историй о Моисее и Христе, Юлия II, в понтификат которого Микеланджело расписал потолок (1508—1512) и Льва X, по желанию которого капелла была украшена шпалерами по картонам Рафаэля (ок. 1514—1519). Чтобы оказаться в числе понтификов, принявших участие в основании и украшении капеллы, Климент VII был готов призвать Микеланджело, несмотря на то, что пожилой художник работал на него во Флоренции без прежней энергии и с привлечением всё большего количества помощников из числа своих учеников.
Неизвестно, когда художник заключил официальный контракт, но в сентябре 1534 года он прибыл из Флоренции в Рим, чтобы заняться новым произведением (и продолжить работу над гробницей Юлия II). Несколько дней спустя папа умер. Микеланджело, считая, что заказ потерял актуальность, оставил папский двор и занялся другими проектами.
- Подготовительный рисунок из Каса Буонарроти, 41,8x28,8 cm. Ниже можно видеть фрагмент Вознесения Девы Марии Перуджино
- Подготовительный рисунок из Музея Бонне в Байонне, карандаш, 34,5x29,1 см
- Подготовительный рисунок, Виндзорский замок, карандаш, 27,7x41,9 см

### Павел III
Однако новый папа, Павел III, не отказался от идеи украсить алтарную стену новой фреской. Микеланджело же, от которого наследники Юлия II требовали продолжения работ над его гробницей, пытался отодвинуть сроки начала работ над росписью.
По указанию папы фрески, выполненные в XV веке и начале XVI века, должны были быть скрыты новой росписью. Это было первое в истории капеллы «вмешательство» в комплекс изображений, тематически связанных между собой:Нахождение Моисея, Вознесение Девы Марии с коленопреклоненным Сикстом IV и Рождество Христово, а также портреты некоторых пап между окнами и два люнета из цикла фресок потолка капеллы с предками Иисуса, расписанные Микеланджело более двадцати лет назад. 
При подготовительных работах с помощью кирпичной кладки была изменена конфигурация алтарной стены: ей был придан уклон внутрь помещения (верх её выступает примерно на 38 см). Таким образом пытались избежать оседания пыли на поверхность фрески в процессе работы. Были заделаны также два окна, находившиеся в алтарной стене. Уничтожение старых фресок должно было быть трудным решением, в первых подготовительных рисунках Микеланджело пытался сохранить часть существующего оформления стены, но потом, чтобы сохранить целостность композиции в пространственной абстрактности безграничного неба, пришлось отказаться и от этого. Сохранившиеся эскизы (один в байоннском Музее Бонне, один в Каса Буонарроти и один — в Британском музее) освещают работу художника над фреской в развитии. Микеланджело оставил привычное в иконографии разделение композиции на два мира, однако по-своему трактовал тему Страшного суда. Он построил крайне динамичное вращательное движение из массы хаотично переплетённых тел праведников и грешников, центром которого стал Христос-Судия.
Когда стена была готова для росписи, между Микеланджело и Себастьяно дель Пьомбо, до того времени другом и сотрудником мастера, возник спор. Дель Пьомбо, нашедший поддержку в этом вопросе у папы, утверждал, что для шестидесятилетнего Микеланджело работа в технике чистой фрески будет физически трудна, и предложил подготовить поверхность для росписи масляной краской. Микеланджело категорически отказался выполнять заказ в какой-либо другой технике, кроме «чистой фрески», заявив, что расписывать стену маслом «занятие для женщин и богатых лентяев вроде фра Бастиано» (то есть Себастьяно дель Пьомбо). Он настоял на том, чтобы уже выполненная основа под масло была снята и был нанесён слой, предназначенный для фресковой росписи. Согласно архивным документам, работы по подготовке к росписи продолжались с января по март 1536 года. Выполнение фресковой росписи было отложено на несколько месяцев из-за приобретения необходимых красок, главным образом очень дорогой синей, качество которой было полностью одобрено художником.
Леса были установлены и Микеланджело начал роспись летом 1536 года. В ноябре того же года папа, чтобы освободить Микеланджело от обязательств перед наследниками Юлия II, главным образом Гвидобальдо делла Ровере, издал motu proprio, который давал художнику время завершить «Суд», не отвлекаясь на другие заказы. В 1540 году, когда работы над фреской подходили к концу, Микеланджело упал с лесов, для выздоровления ему потребовался перерыв в месяц.
Художник, как и в период работы над потолком капеллы, самостоятельно расписывал стену, пользуясь помощью лишь при приготовлении краски и при нанесении подготовительного слоя штукатурки под роспись. Лишь один Урбино ассистировал Микеланджело, вероятно он писал фон. При позднейших исследованиях фрески, помимо добавления драпировок, не обнаружено никаких вмешательств в авторскую живопись Микеланджело. Специалисты насчитали в «Страшном суде» приблизительно 450 джорнат (дневных норм фрескописи) в виде широких горизонтальных полос — Микеланджело начал работу с верха стены и постепенно спускался вниз, разбирая леса.
Фреска была завершена в 1541 году, её открытие состоялось в канун Дня Всех Святых, в ту же ночь 29 лет назад были представлены фрески потолка капеллы.

### Критика
Ещё в процессе работы фреска вызывала с одной стороны безграничное и безусловное восхищение, с другой — жёсткую критику. Вскоре художник столкнулся с угрозой обвинения в ереси. Фреска «Страшный суд» стал причиной конфликта между кардиналом Каррафой и Микеланджело: художник обвинялся в безнравственности и непристойности, так как он изобразил обнажённые тела, не скрыв гениталии, в самой главной христианской церкви. Кардиналом и послом города Мантуи Сернини была организована цензурная кампания (известная как «Кампания Фигового листка»),  целью которой было уничтожение «неприличной» фрески. Церемонимейстер папы римского, Бьяджо да Чезена, увидев роспись заявил, что «позор, что в столь священном месте изображены нагие тела в столь непристойном виде», и что эта фреска не для часовни папы, а скорее «для общественных бань и таверн». Микеланджело в ответ изобразил в «Страшном суде» самого Чезену в аду в виде царя Миноса (судьи душ умерших (самый нижний правый угол)) с ослиными ушами, что было намёком на глупость, обнажённого, но прикрытого обмотавшейся вокруг него змеёй. Рассказывали, что когда Чезена просил папу римского заставить художника убрать изображение с фрески, Павел III шутливо ответил, что его юрисдикция не распространяется на чёрта, и Чезена должен сам договориться с Микеланджело. 

## Цензурные записи. Реставрация фрески
Нагота персонажей «Страшного суда» вызвала возмущение двадцать четыре года спустя у папы Павла IV, после того как Тридентский собор в 1563 году осудил наготу в церковном искусстве. Микеланджело, узнав об этом, просил передать папе, что «удалить наготу легко. Пусть он мир приведёт в пристойный вид» . Драпировки на фигурах, «прикрывая неприглядную наготу», в 1565 году по требованию папы Пия IV написал ученик Микеланджело Даниеле да Вольтерра, которого римляне наградили за это уничижительным прозвищем Il Braghettone («Штанишник») . Большой поклонник творчества своего учителя, да Вольтерра ограничил своё вмешательство тем, что «прикрыл» тела одеждами, написанными по-сухому темперой, в соответствии с решением Собора от 21 января 1564 года. Единственным исключением стали изображения святого Власия и святой Екатерины Александрийской, вызывавшие самое сильное возмущение критиков, считавших их позы непристойными, напоминающими совокупление. Даниеле да Вольтерра переделал этот фрагмент фрески, вырезав кусок штукатурки с авторской живописью Микеланджело; в новом варианте святой Власий смотрит на Христа-Судию, а святая Екатерина одета. Большая часть работ была выполнена в 1565 году (уже после смерти Микеланджело в феврале 1564). Цензурные записи продолжились и позднее, после смерти да Вольтерры их выполняли Джилорамо да Фано и Доменико Карневале. Несмотря на это, фреска и в последующие годы (в течение XVIII века, когда авторская живопись проявилась через позднейшие записи в 1825 году) подвергалась критике, предлагалось даже уничтожить её. Первые попытки реставрации были предприняты в 1903 и в 1935—1936 годах. Во время последней реставрации, законченной в 1994 году, все поздние правки фрески были удалены; в то время как цензурные записи, относящиеся к XVI веку, остались как историческое свидетельство требований к художественному произведению, предъявлявшихся эпохой Контрреформации.
Точку во многовековой полемике поставил папа Иоанн Павел II 8 апреля 1994 года во время мессы, проводившейся после реставрации фресок Сикстинской капеллы: 
Кажется, Микеланджело выразил своё собственное понимание слов из книги Бытия: «И были оба наги, Адам и жена его, и не стыдились этого» (Бытие 2:25). Сикстинская капелла — это, если можно так сказать, святилище богословия человеческого тела.

## Композиция
В «Страшном суде» Микеланджело несколько отошёл от традиционной иконографии. Условно композицию можно разделить на три части:
- Верхняя часть (люнеты) — летящие ангелы, с атрибутами Страстей Христовых .
- Центральная часть — Христос и Дева Мария между блаженными.
- Нижняя — конец времен: ангелы, играющие на трубах Апокалипсиса, воскресение мёртвых, восхождение на небо спасённых и низвержение грешников в ад.

Количество персонажей «Страшного суда» — немногим более четырёхсот. Высота фигур варьируется от 250 см (для персонажей верхней части фрески) до 155 см в нижней части.

### Люнеты
В двух люнетах представлены группы ангелов, которые несут символы Страстей, знак жертвы Христа, которую он принёс во имя спасения человечества. Это точка начала чтения фрески, предваряющая чувства, которыми охвачены персонажи «Страшного суда».
Вопреки традиции изображены ангелы без крыльев apteri, которых Вазари назвал просто Ignudi, они представлены в самых сложных ракурсах и чётко выделяются на фоне ультрамаринового неба. Вероятно, среди всех фигур фрески ангелы ближе всего к идеалам красоты, анатомической силы и пропорции скульптур Микеланджело, это объединяет их с фигурами обнажённых юношей на потолке капеллы и героями «Битвы при Кашине». В напряжённых выражениях лиц ангелов с широко раскрытыми глазами предвосхищается мрачное видение конца времен: не духовное спокойствие и просветление спасённых, а тревога, трепет, подавленность, резко отличающие произведение Микеланджело от его предшественников, бравшихся за эту тему. Виртуозная работа художника, написавшего ангелов в самых сложных положениях, вызвала восхищение одних зрителей, и критику других. Так Джилио писал в 1564 году: «Я не одобряю усилия, которые демонстрируют ангелы в «Суде» Микеланджело, я говорю о тех, что поддерживают Крест, колонну и другие священные предметы. Они похожи скорее на паяцев и жонглёров, чем на ангелов».

### Христос-Судия и Дева Мария со святыми
Центр всей композиции — фигура Христа-Судии с Девой Марией, в окружении толпы проповедников, пророков, патриархов, сивилл, героев Ветхого Завета, мучеников и святых.
В традиционных версиях Страшного суда Христос-Судия изображался на троне, как описывает Евангелие от Матфея, отделяющего праведных от грешных. Обычно у Христа  правая рука поднята в благословляющем жесте, левая же — опущена в знак приговора грешным, на его руках видны стигматы.
Микеланджело лишь частично следует сложившейся иконографии — его Христос на фоне облаков, без алой мантии владыки мира показан в самый момент начала Суда. Некоторые исследователи увидели здесь ссылку на античную мифологию: Христос изображён как громовержец Юпитер или Феб (Аполлон), в его атлетической фигуре находят желание Буонарроти вступить в соревнование с древними в изображении обнажённого героя, обладающего необыкновенной физической красотой и мощью. Его жест, властный и спокойный, привлекает внимание и в то же время успокаивает окружающее волнение: он дает начало широкому и медленному вращательному движению, в которое вовлечены все действующие лица. Но этот жест может быть понят и как угрожающий, подчеркнутый сосредоточенным, хотя и бесстрастным, без гнева или ярости, обликом, по Вазари: «…Христос, который, глядя с ужасным и отважным лицом на грешников, поворачивается и проклинает их».
Фигуру Христа Микеланджело писал, внося различные изменения, десять дней. Его нагота вызвала осуждение. Кроме того, художник, вопреки традиции, изобразил Христа-Судию безбородым. На многочисленных копиях фрески он предстаёт в более привычном облике, с бородой.
Подле Христа — Дева Мария, которая со смирением отвернула лицо: не вмешиваясь в решения Судии, она лишь ждёт результатов. Взгляд Марии, в отличие от Христа, направлен на Царствие Небесное. В облике Судии нет ни сострадания к грешникам, ни радости за блаженных: время людей и их страстей сменившись триумфом божественной вечности.

### Окружение Христа
Микеланджело отказался от традиции, согласно которой художники в Страшном суде окружали Христа восседавшими на тронах апостолами и представителями Колен Израилевых. Он также сократил Деисус, оставив единственной (и пассивной) посредницей между Судиёй и человеческими душами Марию без Иоанна Крестителя.
Две центральные фигуры окружает кольцо святых, патриархов и апостолов — всего 53 персонажа. Это не хаотичная толпа, ритм их жестов и взглядов гармонизирует эту гигантскую воронку из человеческих тел, уходящую вдаль. Лица персонажей выражают различные оттенки тревоги, отчаяния, страха, все они принимают активное участие во вселенской катастрофе, призывая и зрителя сопереживать. Вазари отмечал богатство и глубину выражения духа, а также непревзойденный талант в изображении человеческого тела «в странных и различных жестах молодых и старых, мужчин и женщин».
Некоторые персонажи на дальнем плане, не предусмотренные в подготовительном картоне, были нарисованы а секко, без детализации, свободным рисунком, с подчёркнутым пространственным разделением фигур: в отличие от ближайших к зрителю, они кажутся более тёмными, с размытыми, нечёткими контурами.
У ног Христа художник поместил Лаврентия с решёткой и Варфоломея, возможно, потому, что капелла была также посвящена этим двум святым. Варфоломей, которого можно узнать по ножу в руке, держит содранную кожу, на которой, как считается, Микеланджело нарисовал свой автопортрет. Иногда это принимается за аллегорию искупления греха. Лицо же Варфоломея иногда считается портретом Пьетро Аретино, врага Микеланджело, оклеветавшего его, в отместку за то, что художник не принял его советов при работе над «Страшным судом». Выдвигалась также гипотеза, получившая широкий общественный резонанс, но опровергаемая большинством исследователей, что Микеланджело изобразил себя на содранной коже, в знак того, что он не хотел работать над фреской и исполнял этот заказ под принуждением.
Некоторые из святых легко узнаются по своим атрибутам, в отношении же определения других персонажей выстроены различные гипотезы, которые не представляется возможным подтвердить либо опровергнуть. Слева от Христа — святой Андрей с крестом, на котором был распят, драпировка, появившаяся на нём в результате цензурных записей, была удалена во время реставрации. Здесь же можно увидеть Иоанна Крестителя в меховой шкуре, его Даниэле да Вольтерра также прикрыл одеждами. Женщина, к которой обращается святой Андрей, возможно, Рахиль.
- Иоанн Креститель
- Святой Пётр
- Святой Лаврентий

Справа стоит святой Пётр, с ключами, которые уже не понадобятся для открытия Царствия Небесного. Рядом с ним, в красной накидке, возможно святой Павел и обнажённый молодой человек, почти рядом с Иисусом, вероятно, Иоанн Богослов. Персонаж, стоящий на коленях за Петром обычно считается святым Марком.

### Второе кольцо персонажей. Левая сторона
Эта группа состоит из мучеников, духовных отцов Церкви, девственниц и блаженных (около пятидесяти фигур).
С левой стороны почти все персонажи — женщины: девственницы, сивиллы и героини Ветхого Завета. Среди других фигур выделяются две женщины: одна с обнажённым торсом и другая, склонившая перед первой колени. Они считаются олицетворениями милосердия Церкви и благочестия. Многочисленные фигуры этого ряда не поддаются идентификации. Некоторые блаженные из числа воскресших устремляются наверх, вовлечённые в общее мощное вращательное движение. Жесты, выражение лиц персонажей, показывают возбуждение намного большее, чем у тех, кто находится рядом с Христом.

### Второе кольцо персонажей. Правая сторона
Правая группа — мученики, исповедники и другие блаженные, преобладают мужские фигуры (приблизительно восемьдесят персонажей). Крайний справа — атлетически сложённый мужчина, держащий крест. Предполагается, что это — Симон Киринеянин, помогавший нести Иисусу крест по пути на Голгофу. Другой вариант идентификации — Дисмас, благоразумный разбойник.
Под ним поднимается на облако святой Себастьян, сжимающий в левой руке стрелы, знак своего мученичества. Фигура Себастьяна рассматривается как дань уважения художника античному эротизму.
Немного левее изображены Власий Севастийский и святая Екатерина Александрийская, эта часть фрески была переписана Даниэле да Вольтеррой. За ними следуют святой Филипп с крестом, Симон Кананит с пилой, и Лонгин.

### Конец времён
Низ фрески в свою очередь разделён на пять частей: в центре ангелы с трубами и книгами возвещают Страшный суд; слева внизу представлено воскрешение мертвых, вверху — вознесение праведников; справа вверху — захват грешников дьяволами, внизу — ад.